# 奥寺康彦
奥寺 康彦（おくでら やすひこ、1952年3月12日 - ）は、秋田県鹿角市出身の元サッカー選手、サッカー指導者。現役時代のポジションはフォワード、ミッドフィールダー、ディフェンダー。元サッカー日本代表。現在は一般社団法人横浜FCスポーツクラブ（横浜FC）の代表理事兼シニアアドバイザー を務めた。
1.FCケルンの中心選手として、ブンデスリーガ優勝と、DFBポカールで優勝した最初の日本人であり、UEFAチャンピオンズリーグ（旧称UEFAチャンピオンズカップ）の準決勝でゴールを成し遂げた最初のアジア人でもある。

## 経歴

### 出生から高卒まで
秋田県鹿角市十和田大湯（旧: 鹿角郡大湯町 → 十和田町）出身。二卵性双生児の妹がいる。小学校5年時に一家で横浜市に転居する。
横浜市立東戸塚小学校を経て、横浜市立舞岡中学校でサッカーを始め、相模工業大学附属高等学校（現湘南工科大学附属高等学校）に進学。同卒業直前の1970年1月第48回全国高等学校サッカー選手権大会に関東代表で出場も安原真一擁する前年優勝で同年準優勝の初芝高校に初戦敗退。同卒業後の1970年、中学時代の外部コーチだった東邦チタニウムサッカー部監督・三村恪一の口利きで、三村と中央大学で同期だった古河電気工業サッカー部OBで日本サッカー協会の強化責任者だった長沼健に連絡を取り、テストを受け、日本サッカーリーグの古河電気工業サッカー部にアマチュア選手として入部。

### 古河電工サッカー部アマ選手時代
1976年に古河がブラジル工場を持っていた縁でブラジル・パルメイラスに2ヶ月間留学して急成長を遂げ、ユース代表を経て日本代表に選出される。同年に代表ではムルデカ大会で7ゴールを挙げて得点王に輝き、天皇杯決勝ではゴールを挙げてヤンマーを破り優勝、JSLでもチーム得点王となる8ゴールを挙げ、二冠に貢献、ベストイレブンに選出された。

### 海外移籍への経緯
1977年夏に日本代表が西ドイツにおいて分散合宿を行った際、当時の代表監督・二宮寛はブンデスリーガ（西ドイツ1部リーグ）の1.FCケルンの監督であったヘネス・バイスバイラーと親しかったことから、奥寺、西野朗、金田喜稔 らをケルンの練習に参加させた。
当時、ケルンはスピードのある左ウイングを探しており、バイスバイラーは同ポジションの奥寺に興味を持った。そこで、練習と称して事実上の入団テストを行ったうえで、帰国の3日前に獲得の希望を伝えられた。後に本人は、もし最初から入団に向けてのテストだと分かっていたら本来のプレーが出来なかったであろうと語っている。
奥寺はドイツ語が出来ないことへの不安などから一度はオファーを断るが、バイスバイラーの強い希望、古河の前監督の川淵三郎、監督鎌田光夫、日本サッカー協会、日本代表の二宮からも移籍を後押しされ、西ドイツ行きを決意した。当時は欧州の選手であっても他欧州のクラブへ移籍した場合には代表チームへの招集が難しく、まして試合ごとに欧州と日本を行き来することは考えられない時代であり、欧州移籍により、代表チームから招集される可能性は無くなる事となった。

### 1.FCケルン時代
1977年10月西ドイツへ渡り、10月7日に1.FCケルンと契約を交わし正式に入団。12日にはブンデスリーガのベンチ入りを果たし、10月22日、対MSVデュースブルク戦で先発デビューを飾った。デビュー戦は試合開始30秒で相手にPKを与え、チームは勝利したものの、奥寺個人はさんざんな評価に終わった。その後もチームメイトの信頼を得られない時間が続いたが、12月20日に行われたドイツカップ準々決勝、シュバルツバイス・エッセン戦で初ゴールを含む2ゴール 2アシストの活躍後はチームメートからの信頼を得て、ブンデスリーガでは1978年4月8日のカイザースラウテルン戦で初ゴールを記録。バイスバイラー監督の下で数々の活躍をみせ、1977-78シーズンのリーグ優勝とドイツカップ優勝の二冠に貢献した。4月29日優勝を決めたザンクトパウリとのアウェー戦では途中出場ながら2ゴールを挙げ月間最優秀ゴールに選ばれた。このゴールは、ケルンにとって1977/78シーズンのブンデスリーガ最終戦で、0-5で試合を終えるきっかけとなった。。
翌1978-79シーズンのUEFAチャンピオンズカップでは準決勝に進出、この試合は事実上の決勝であるとも考えられていた。イングランドのノッティンガム・フォレストと対戦。アウェーの第1戦において途中出場から僅か数分で貴重な同点ゴールを決め3-3のドローに追いついた(これはアジア人プレーヤーとしては同大会での初ゴール) が、第2戦はケルンのホームでの試合ということでケルンが有利とみられていたが、0-1で敗れ欧州制覇は成らず、インターコンチネンタルカップの出場もならなかった。
1980年にバイスバイラーがアメリカ・NASLのニューヨーク・コスモスへ移籍すると、後任監督カールハインツ・ヘダゴットの構想外となった。監督がリヌス・ミケルスに交代するも出場機会は全く増えず、出場機会を求めて1980-81年シーズンの後半にブンデスリーガ2部所属のヘルタ・ベルリンへ移籍した。

### ヴェルダー・ブレーメン時代
1部昇格に挑んでいたヘルタは最終的に昇格を逃したが、ここではサイドバックとして起用され、そのシーズンにヘルタに競り勝ち1部昇格を決めたヴェルダー・ブレーメンのオットー・レーハーゲル監督から高く評価され、翌1981-82シーズンからブレーメンに移籍する。
奥寺はウイングとしてブンデスリーガに渡ったが、レーハーゲルは守備的MFとしての奥寺の能力に注目し、主にサイドバックとして起用された(FWなどのポジションでも起用された)。
1982年、ニューヨークで行われた、FIFA選抜の、FIFAオールスターのメンバーの一員としてジーコ、パオロ・ロッシらと共に、ニューヨーク・コスモスと対戦した。(この様な世界選抜のメンバーに選出された日本人選手は釜本邦茂に次いで2人目となった)。同年のリーグでブレーメンは、5位という好成績を残し、翌83年にはハンブルガーSVに次ぎ2位、そして84年5位、85年にも2位と優勝こそ出来なかったが、好成績を残した。奥寺は最もコンスタントな選手として監督に信頼され、ファンから愛された。1985-86シーズン、3月15日のフランクフルト戦でのゴールは西ドイツでの最後のゴールとなった。シーズン最終戦を前にして2位バイエルン・ミュンヘンとの直接対決で勝利すれば優勝というところまでいくが、試合中に得たPKをミヒャエル・クツォップが失敗し敗北、それでもチームは最終節まで2ポイント差で首位を走っていたが、最終節でシュトゥットガルトに破れ、勝利したバイエルンと勝ち点で並んだが、得失点差で2位となり、2度目のブンデスリーガ優勝を逃した。
ブンデスリーガには通算9年間在籍。63試合連続出場記録を樹立するなど、帰国するまでの9年間でブンデスリーガ通算234試合出場、26得点。この通算26点という記録は、2014年9月13日にマインツの岡崎慎司が通算ゴールを28点とするまで、ブンデスリーガにおける日本人選手の最多得点だった。また、通算234試合出場も、2017年3月5日に長谷部誠が更新するまで、ブンデスリーガにおける日本人選手の最多出場だった。

### 帰国及び日本サッカー界復帰から引退まで
1986年、「まだ選手として衰えないうちに」日本のサッカー界に持てる全てを伝えたいとして、ブレーメンからの契約延長要請を固辞、キリンカップにブレーメンの選手として出場、日本代表と対戦した他、パルメイラス戦では後に会長と選手の間柄になる三浦知良と数度に渡り激しくマッチアップした。この大会を最後に、古巣の古河電工に復帰した。
帰国した奥寺は、日産自動車サッカー部生え抜きの木村和司と共に日本国内初のスペシャル・ライセンス・プレーヤー契約を結び注目を集めた（奥寺は破格の年俸4000万円）。第22回（1986-87年）JSLの公式ポスターモデルとして出演し、その時「サラリーマンサッカーの時代は終わった」というキャッチコピーが登場し、日本サッカーがプロ化へ向かう事を象徴した。
この年のアジアクラブ選手権1986決勝大会ではアル・ヒラル戦でハットトリック・3ゴールを挙げるなど、優勝に貢献した。西ドイツでプレーしていたため代表に選出されることはなかったが、古河復帰にともない日本代表にも復帰し1987年のソウル五輪アジア最終予選進出に貢献した。最終的に中国との争いとなり、左サイドバックとして第1戦では相手エースを完璧に抑え1-0の勝利に貢献したが、ホームの第2戦では引き分けでもオリンピック出場権が獲得出来たが、奥寺の逆サイドを守備の穴として狙われ、0-2で落としソウル五輪出場は叶わなかった。1988年8月12日、ナポリとの親善試合は代表での引退試合となった（先発出場し23分間プレー）。当時の日本サッカー界では最大のスターでビートたけしのスポーツ大将にも出演。
1987-88年シーズンを最後に現役を引退した。

### 引退後
引退後、サッカー解説業と並行して、しばらくの間は奥寺康彦サッカースクールで小学生向けの指導に当たっていた。
1991年6月11日古河電工がJリーグ開幕に向けて、「東日本JR古河サッカークラブ」名称変更され（ジェフ市原の前身となるクラブ）のゼネラルマネージャーに就任。1996年には監督に就任したが成績不振から1シーズン限りで退任した。（かつて奥寺の同僚で）サッカー西ドイツ代表として1990 FIFAワールドカップ（W杯イタリア大会）で優勝したピエール・リトバルスキーを獲得。奥寺から「お前は前から日本人だったんだよ」と言われるリトバルスキーの性格と、控え目で秩序正しい日本人の性質がマッチしチームの中心選手やJリーグ創成期のスター選手となった。1998年にJ1参入決定戦で同年から加入した武田修宏の活躍も有り残留勝ち取った事を見届けて円満に離れた。
1999年に辻野臣保をはじめとする横浜フリューゲルスのサポーター有志で結成された「横浜フリエスポーツクラブ」（横浜FC）のゼネラルマネージャーに就任、2000年からは代表取締役社長を兼任。
2012年8月、日本サッカー殿堂入り。
2014年11月、AFC初代殿堂入り。
2017年10月、中田仁司の解任により監督が不在となったことで、第38節のFC町田ゼルビア戦で暫定的に指揮を執ることが発表された。また同年はブンデスリーガレジェンドにも選ばれた。

## 人物
1970年代、海外でプレーした日本人選手はまだいなかったが、当時、世界最高峰のリーグと言われたドイツのブンデスリーガ（1976年-1984年までUEFAリーグランキング1位）で活躍した初めての日本人選手である。3つのクラブを渡り歩き計9年間プレーを続けレギュラーとして実績を残した。右サイドバック、左サイドの中盤などでプレー、ゾーンディフェンスでサイドの相手を押さえ込むだけでなく、その正確なクロスボールと運動量、安定したパスとシュート、戦術眼からくるプレースタイル、特に左足での強烈なシュートとスピードを武器にフォワードからディフェンダーまで出来る万能選手として様々なポジションで活躍し、地元ドイツのファンから「東洋のコンピューター」というニックネームで呼ばれて賞賛され、高評価された。
欧州サッカー連盟主催の国際大会には6回出場しており、小野伸二に抜かれるまでアジア人最多だった。1978-79シーズンのUEFAチャンピオンズカップ（現UEFAチャンピオンズリーグ）ではアジア人として大会史上初となるゴールを記録している。なお、16年後の1994-95シーズンにタジキスタンのラシッド・ラヒーモフが得点を上げるまで奥寺以外のアジア人の得点者は現れなかった。
一般的に｢日本人初のプロサッカー選手｣として紹介される事が多いが、2人目のプロサッカー選手であるとの異説もある（後述）。両説に配慮してか、WOWOWでサッカー解説をする際は、「ヨーロッパにおける日本人プロ第1号」と紹介される。

## エピソード
- 三ッ沢球技場は1955年開場。1964年の東京オリンピックサッカー競技の会場としても使用された。その後は日本サッカーリーグ(JSL)で古河電工・日産・全日空などが試合を開催した三ツ沢公園全体は横浜市神奈川区にあるが、同球技場のバックスタンドの裏にあった古河電工の社宅（現在は横浜市立市民病院敷地）は西区、南側（アウェー側ゴール裏）サイドスタンドの裏手の住宅地は保土ケ谷区となる、3区の境界地帯にある。なお、この古河電工社宅に、奥寺などのサッカー部所属社員選手も住んでいた。また、小倉純二は三ツ沢の社宅に住んだ事がきっかけとなってサッカーとの関係を持ち、川淵と同じく日本サッカー協会の会長まで務めた。
- ブレーメンに在籍していた1980年代に、プリマハムスポーツアドバイザーとして契約。西ドイツでプレーしていることにかけて同社製品「熟成ロースハム」のテレビCMに夫人と一緒に出演していた。
- サッカー漫画『キャプテン翼』37巻の77ページにて、経歴の説明と共に日本代表の監督として実名で登場している。自らの実力を試すために、翼は奥寺に対し一対一の勝負を挑んだが、奥寺を抜き去る事は出来なかった。架空の話ではあるが翼のドリブルを止めた数少ない登場人物となっている。
- ドイツで行われた2006年FIFAワールドカップ予選抽選会においてドロワーアシスタントに選ばれた。アジア連盟からは釜本邦茂が推薦されていたが、同国との関係が深い奥寺が選ばれた。

## 日本人初のプロサッカー選手
従来、日本人初のプロサッカー選手として紹介されてきたが、2000年代あたりから、1975年に香港の「東方足球隊」でプレーした佐田繁理（さだまさしの実弟）の方が日本人初のプロサッカー選手であるという紹介が一部メディアにより成される様になった。ただし佐田は正式なプロ契約では無かったという説を採るメディアもあり、その場合は奥寺が日本初となる。

## 所属クラブ
- 1970年 - 1977年 -  古河電工
- 1977年 - 1980年 -  1.FCケルン
- 1980年 - 1981年 -  ヘルタ・ベルリン
- 1981年 - 1986年 -  ヴェルダー・ブレーメン
- 1986年 - 1988年 -  古河電工

## 獲得タイトル
- 日本サッカーリーグ 1回（1976年）
- 天皇杯 1回（1976年）
- ブンデスリーガ 1回（1977-78）
- DFBポカール 1回（1977-78）
- アジアクラブ選手権 1回（1986-1987）
- ムルデカ大会得点王 1回（1976）
- JSL東西対抗戦(オールスター戦) 最優秀選手賞(MVP) 1回（1986年）

## 個人成績
| 国内大会個人成績 | 国内大会個人成績 | 国内大会個人成績 | 国内大会個人成績 | 国内大会個人成績 | 国内大会個人成績                   | 国内大会個人成績 | 国内大会個人成績 | 国内大会個人成績 | 国内大会個人成績 | 国内大会個人成績 | 国内大会個人成績 |
| 年度             | クラブ           | 背番号           | リーグ           | リーグ戦         | リーグ戦                           | リーグ杯         | リーグ杯         | オープン杯       | オープン杯       | 期間通算         | 期間通算         |
| 年度             | クラブ           | 背番号           | リーグ           | 出場             | 得点                               | 出場             | 得点             | 出場             | 得点             | 出場             | 得点             |
| 日本             | 日本             | 日本             | 日本             | リーグ戦         | リーグ戦                           | JSL杯            | JSL杯            | 天皇杯           | 天皇杯           | 期間通算         | 期間通算         |
| ---------------- | ---------------- | ---------------- | ---------------- | ---------------- | ---------------------------------- | ---------------- | ---------------- | ---------------- | ---------------- | ---------------- | ---------------- |
| 1970             | 古河             |                  | JSL              | 7                | 3                                  | -                | -                |                  |                  |                  |                  |
| 1971             | 古河             |                  | JSL              | 9                | 5                                  | -                | -                |                  |                  |                  |                  |
| 1972             | 古河             |                  | JSL1部           | 8                | 0                                  | -                | -                |                  |                  |                  |                  |
| 1973             | 古河             |                  | JSL1部           | 18               | 6                                  |                  |                  |                  | 1                |                  |                  |
| 1974             | 古河             |                  | JSL1部           | 18               | 5                                  | -                | -                |                  |                  |                  |                  |
| 1975             | 古河             |                  | JSL1部           | 18               | 9                                  | -                | -                |                  | 2                |                  |                  |
| 1976             | 古河             |                  | JSL1部           | 18               | 8                                  |                  | 8                |                  | 2                |                  |                  |
| 1977             | 古河             |                  | JSL1部           | 4                | 0                                  |                  | 2                |                  |                  |                  |                  |
| ドイツ           | ドイツ           | ドイツ           | ドイツ           | リーグ戦         | リーグ戦                           | リーグ杯         | リーグ杯         | DFBポカール      | DFBポカール      | 期間通算         | 期間通算         |
| 1977-78          | ケルン           |                  | ブンデス1部      | 20               | 4                                  |                  |                  | 4                | 2                | 24               | 6                |
| 1978-79          | ケルン           |                  | ブンデス1部      | 24               | 5                                  |                  |                  | 3                | 1                | 27               | 6                |
| 1979-80          | ケルン           |                  | ブンデス1部      | 30               | 6                                  |                  |                  | 8                | 1                | 38               | 7                |
| 1980-81          | ケルン           |                  | ブンデス1部      | 1                | 0                                  |                  |                  | 1                | 0                | 2                | 0                |
| 1980-81          | ヘルタ           |                  | ブンデス2部      | 25               | 8                                  |                  |                  | 4                | 0                | 29               | 8                |
| 1981-82          | ブレーメン       |                  | ブンデス1部      | 30               | 2                                  |                  |                  | 4                | 0                | 34               | 2                |
| 1982-83          | ブレーメン       |                  | ブンデス1部      | 34               | 4                                  |                  |                  | 2                | 0                | 36               | 4                |
| 1983-84          | ブレーメン       |                  | ブンデス1部      | 29               | 1                                  |                  |                  | 4                | 0                | 33               | 1                |
| 1984-85          | ブレーメン       |                  | ブンデス1部      | 33               | 3                                  |                  |                  | 4                | 0                | 37               | 3                |
| 1985-86          | ブレーメン       |                  | ブンデス1部      | 33               | 1                                  |                  |                  | 3                | 0                | 36               | 1                |
| 日本             | 日本             | 日本             | 日本             | リーグ戦         | リーグ戦                           | JSL杯            | JSL杯            | 天皇杯           | 天皇杯           | 期間通算         | 期間通算         |
| 1986-87          | 古河             | 3                | JSL1部           | 21               | 2                                  | 0                | 0                | ※                | ※                | 21               | 2                |
| 1987-88          | 古河             | 3                | JSL1部           | 22               | 1                                  | 2                | 0                | 3                | 0                | 27               | 1                |
| 通算             | 日本             | 日本             | JSL1部           | 143              | 39\|\|\|\|\|\|\|\|\|\|\|\|         |                  |                  |                  |                  |                  |                  |
| 通算             | ドイツ           | ドイツ           | ブンデス1部      | 234              | 26\|\|\|\|\|\|33\|\|4\|\|267\|\|30 |                  |                  |                  |                  |                  |                  |
| 通算             | ドイツ           | ドイツ           | ブンデス2部      | 25               | 8\|\|\|\|\|\|4\|\|0\|\|29\|\|8     |                  |                  |                  |                  |                  |                  |
| 総通算           | 総通算           | 総通算           | 総通算           | 402              | 73\|\|\|\|\|\|\|\|\|\|\|\|         |                  |                  |                  |                  |                  |                  |

※1986年度の天皇杯は、古河電工がアジアクラブ選手権1986-87出場のため辞退

・JSL選抜チーム（1987年）1試合0得点
| 国際大会個人成績 | 国際大会個人成績 | 国際大会個人成績 | 国際大会個人成績 | 国際大会個人成績 | 国際大会個人成績 | 国際大会個人成績 |
| 年度             | クラブ           | 背番号           | 出場             | 得点             | 出場             | 得点             |
| UEFA             | UEFA             | UEFA             | UEFA EL          | UEFA EL          | UEFA CL          | UEFA CL          |
| ---------------- | ---------------- | ---------------- | ---------------- | ---------------- | ---------------- | ---------------- |
| 1978-79          | ケルン           |                  | -                | -                | 2                | 1                |
| 1980-81          | ケルン           |                  | 1                | 1                | -                | -                |
| 1982-83          | ブレーメン       |                  | 6                | 1                | -                | -                |
| 1983-84          | ブレーメン       |                  | 4                | 0                | -                | -                |
| 1984-85          | ブレーメン       |                  | 2                | 0                | -                | -                |
| 1985-86          | ブレーメン       |                  | 2                | 0                | -                | -                |
| 通算             | UEFA             | UEFA             | 15               | 2                | 2                | 1                |

## 代表歴

### 出場大会など
- アジアカップ(1976)予選
- ワールドカップアルゼンチン大会(1978)予選
- アジア競技大会(1986)
- ソウルオリンピック(1988)予選

### 試合数
- 国際Aマッチ 32試合 9得点(1972-1987)[1]

| 日本代表 | 国際Aマッチ | 国際Aマッチ | その他 | その他 | 期間通算 | 期間通算 |
| 年       | 出場        | 得点        | 出場   | 得点   | 出場     | 得点     |
| -------- | ----------- | ----------- | ------ | ------ | -------- | -------- |
| 1970     | 0           | 0           | 1      | 0      | 1        | 0        |
| 1971     | 0           | 0           | 0      | 0      | 0        | 0        |
| 1972     | 6           | 1           | 6      | 0      | 12       | 1        |
| 1973     | 0           | 0           | 0      | 0      | 0        | 0        |
| 1974     | 0           | 0           | 0      | 0      | 0        | 0        |
| 1975     | 5           | 0           | 0      | 0      | 5        | 0        |
| 1976     | 8           | 7           | 3      | 0      | 11       | 7        |
| 1977     | 4           | 0           | 25     | 8      | 29       | 8        |
| 1978     | 0           | 0           | 0      | 0      | 0        | 0        |
| 1979     | 0           | 0           | 0      | 0      | 0        | 0        |
| 1980     | 0           | 0           | 0      | 0      | 0        | 0        |
| 1981     | 0           | 0           | 0      | 0      | 0        | 0        |
| 1982     | 0           | 0           | 0      | 0      | 0        | 0        |
| 1983     | 0           | 0           | 0      | 0      | 0        | 0        |
| 1984     | 0           | 0           | 0      | 0      | 0        | 0        |
| 1985     | 0           | 0           | 0      | 0      | 0        | 0        |
| 1986     | 4           | 0           | 1      | 0      | 5        | 0        |
| 1987     | 5           | 1           | 10     | 2      | 15       | 3        |
| 1988     | 0           | 0           | 1      | 0      | 1        | 0        |
| 通算     | 32          | 9           | 47     | 10     | 79       | 19       |

### 出場
| No. | 開催日         | 開催都市         | スタジアム                 | 対戦相手       | 結果        | 監督     | 大会               |
| --- | -------------- | ---------------- | -------------------------- | -------------- | ----------- | -------- | ------------------ |
| 1.  | 1972年07月12日 | クアラルンプール |                            | クメール       | ○4-1        | 長沼健   | ムルデカ大会       |
| 2.  | 1972年07月16日 | イポー           |                            | スリランカ     | ○5-0        | 長沼健   | ムルデカ大会       |
| 3.  | 1972年07月18日 | クアラルンプール |                            | フィリピン     | ○5-1        | 長沼健   | ムルデカ大会       |
| 4.  | 1972年07月22日 | クアラルンプール |                            | マレーシア     | ●1-3        | 長沼健   | ムルデカ大会       |
| 5.  | 1972年07月26日 | クアラルンプール |                            | 韓国           | ●0-3        | 長沼健   | ムルデカ大会       |
| 6.  | 1972年09月14日 | 東京都           | 国立霞ヶ丘競技場陸上競技場 | 韓国           | △2-2        | 長沼健   | 日韓定期戦         |
| 7.  | 1975年06月14日 | 香港             |                            | 香港           | △0-0(PK3-4) | 長沼健   | アジアカップ予選   |
| 8.  | 1975年06月17日 | 香港             |                            | 北朝鮮         | ●0-1        | 長沼健   | アジアカップ予選   |
| 9.  | 1975年06月23日 | 香港             |                            | 中華人民共和国 | ●1-2        | 長沼健   | アジアカップ予選   |
| 10. | 1975年06月26日 | 香港             |                            | 香港           | ○1-0        | 長沼健   | アジアカップ予選   |
| 11. | 1975年08月11日 | クアラルンプール |                            | タイ           | ○4-0        | 長沼健   | ムルデカ大会       |
| 12. | 1976年08月08日 | クアラルンプール |                            | インド         | ○5-1        | 二宮寛   | ムルデカ大会       |
| 13. | 1976年08月10日 | クアラルンプール |                            | インドネシア   | ○6-0        | 二宮寛   | ムルデカ大会       |
| 14. | 1976年08月13日 | クアラルンプール |                            | ビルマ         | △2-2        | 二宮寛   | ムルデカ大会       |
| 15. | 1976年08月16日 | クアラルンプール |                            | タイ           | △2-2        | 二宮寛   | ムルデカ大会       |
| 16. | 1976年08月18日 | クアラルンプール |                            | 韓国           | △0-0        | 二宮寛   | ムルデカ大会       |
| 17. | 1976年08月20日 | クアラルンプール |                            | マレーシア     | △2-2        | 二宮寛   | ムルデカ大会       |
| 18. | 1976年08月22日 | クアラルンプール |                            | マレーシア     | ●0-2        | 二宮寛   | ムルデカ大会       |
| 19. | 1976年12月04日 | 東京都           | 国立霞ヶ丘競技場陸上競技場 | 韓国           | ●1-2        | 二宮寛   | 日韓定期戦         |
| 20. | 1977年03月06日 | テルアビブ       |                            | イスラエル     | ●0-2        | 二宮寛   | ワールドカップ予選 |
| 21. | 1977年03月10日 | テルアビブ       |                            | イスラエル     | ●0-2        | 二宮寛   | ワールドカップ予選 |
| 22. | 1977年03月26日 | 東京都           | 国立霞ヶ丘競技場陸上競技場 | 韓国           | △0-0        | 二宮寛   | ワールドカップ予選 |
| 23. | 1977年04月03日 | ソウル           |                            | 韓国           | ●0-1        | 二宮寛   | ワールドカップ予選 |
| 24. | 1986年09月20日 | 大田             |                            | ネパール       | ○5-0        | 石井義信 | アジア大会         |
| 25. | 1986年09月22日 | 大田             |                            | イラン         | ●0-2        | 石井義信 | アジア大会         |
| 26. | 1986年09月24日 | 大田             |                            | クウェート     | ●0-2        | 石井義信 | アジア大会         |
| 27. | 1986年09月28日 | 大田             |                            | バングラデシュ | ○4-0        | 石井義信 | アジア大会         |
| 28. | 1987年04月08日 | 東京都           | 国立霞ヶ丘競技場陸上競技場 | インドネシア   | ○3-0        | 石井義信 | オリンピック予選   |
| 29. | 1987年09月02日 | バンコク         |                            | タイ           | △0-0        | 石井義信 | オリンピック予選   |
| 30. | 1987年09月15日 | 東京都           | 国立霞ヶ丘競技場陸上競技場 | ネパール       | ○5-0        | 石井義信 | オリンピック予選   |
| 31. | 1987年10月04日 | 広州             |                            | 中華人民共和国 | ○1-0        | 石井義信 | オリンピック予選   |
| 32. | 1987年10月26日 | 東京都           | 国立霞ヶ丘競技場陸上競技場 | 中華人民共和国 | ●0-2        | 石井義信 | オリンピック予選   |

### 得点数
| # | 年月日        | 開催地                       | 対戦国       | スコア | 結果 | 試合概要       |
| - | ------------- | ---------------------------- | ------------ | ------ | ---- | -------------- |
| 1 | 1976年8月8日  | マレーシア、クアラルンプール | インド       | 5-1    | 勝利 | ムルデカ大会   |
| 2 | 1976年8月8日  | マレーシア、クアラルンプール | インド       | 5-1    | 勝利 | ムルデカ大会   |
| 3 | 1976年8月8日  | マレーシア、クアラルンプール | インド       | 5-1    | 勝利 | ムルデカ大会   |
| 4 | 1976年8月10日 | マレーシア、クアラルンプール | インドネシア | 6-0    | 勝利 | ムルデカ大会   |
| 5 | 1976年8月10日 | マレーシア、クアラルンプール | インドネシア | 6-0    | 勝利 | ムルデカ大会   |
| 6 | 1976年8月10日 | マレーシア、クアラルンプール | インドネシア | 6-0    | 勝利 | ムルデカ大会   |
| 7 | 1976年8月13日 | マレーシア、クアラルンプール | ビルマ       | 2-2    | 引分 | ムルデカ大会   |
| 8 | 1976年8月20日 | マレーシア、クアラルンプール | マレーシア   | 2-2    | 引分 | ムルデカ大会   |
| 9 | 1987年9月15日 | 日本、東京                   | ネパール     | 5-0    | 勝利 | ソウル五輪予選 |

## 監督成績
| 年度 | 所属 | クラブ | リーグ戦 | リーグ戦 | リーグ戦 | リーグ戦 | リーグ戦 | リーグ戦 | カップ戦   | カップ戦 |
| 年度 | 所属 | クラブ | 順位     | 試合     | 勝点     | 勝       | 分       | 敗       | ナビスコ杯 | 天皇杯   |
| ---- | ---- | ------ | -------- | -------- | -------- | -------- | -------- | -------- | ---------- | -------- |
| 1996 | J    | 市原   | 9位      | 30       | -        | 13       | -        | 17       | 予選リーグ | 3回戦    |
| 2017 | J2   | 横浜FC | 9位      | 1        | 1        | 0        | 1        | 0        | -          | -        |

- 2017年は第38節のみ。順位は第38節終了時点。